# Peasmarsh, Surrey
Peasmarsh är en by i Surrey i England. Byn är belägen 3 km 
från Guildford. Orten har 540 invånare (2016).